# Gregorio Ladino
Gregorio Ladino Vega (San Mateo, 18 januari 1973) is een Colombiaans voormalig wielrenner.
Ladino begon zijn wielerloopbaan in 1996 bij de Postóbonploeg. Van 2006 tot 2009 reed hij voor de Mexicaanse continentale ploeg Tecos de la Universidad Autónoma de Guadalajara.
In 2006 eindigde Ladino als tweede in de eindstand van de UCI America Tour, achter zijn landgenoot José Serpa. 
In 2009 en 2010 behaalde hij de eerste plaats in de eindrangschikking.

## Belangrijkste overwinningen
1997
Eindklassement Ronde van Costa Rica
2001
Eindklassement Ronde van Costa Rica
Eindklassement Ronde van Guatemala
3e etappe Ronde van Colombia
2003
Eindklassement Vuelta Independencia Nacional
4e etappe Ronde van Costa Rica
2005
3e etappe Clásico Banfoandes
2006
Eindklassement Ronde van Sonora
Eindklassement Ronde van El Salvador
2007
5e etappe Ronde van El Salvador
2008
8e etappe Ronde van Cuba
5e etappe Doble Sucre Potosí GP Cemento Fancesa
2e etappe Ronde van Chihuahua
1e etappe deel A en 6e etappe Ronde van Chiapas
Eindklassement Ronde van Chiapas
Eindklassement Ronde van de Gila
2009
2e en 5e etappe Doble Sucre Potosí GP Cemento Fancesa
 Pan-Amerikaans kampioen op de weg
7e etappe deel A Ronde van Bolivia
Eindklassement Ronde van Bolivia
Eindklassement UCI America Tour
2010
Eindklassement UCI America Tour
2011
3e etappe Ronde van Chiapas

## Ploegen
- 1996- Manzana-Postóbon
- 2006- Tecos de la Universidad Autónoma de Guadalajara
- 2007- Tecos de la Universidad Autónoma de Guadalajara
- 2008- Tecos de la Universidad Autónoma de Guadalajara
- 2009- Tecos de la Universidad Autónoma de Guadalajara